# Parque Estadual dos Mananciais de Campos do Jordão
O Parque Estadual dos Manaciais de Campos do Jordão (PEMCJ) é uma unidade de conservação brasileira de proteção integral da natureza localizada no município de Campos do Jordão, estado de São Paulo.
Abrange uma superfície de 503 hectares, recoberta por Mata Atlântica de Altitude e Floresta Exótica de Pinus. Foi criado em 1993 com a finalidade de proteger os mananciais que dão origem ao Rio Sapucaí Açu, afluente do Rio Grande. No parque encontra-se localizada a barragem do Salto, que fornece boa parte da água que abastece o município de Campos do Jordão. Um dos motivos que levaram à criação do parque foi impedir a ocupação de sua área, que vinha sendo alvo da expansão urbana da estância climática. O parque resultou da união de duas glebas de propriedade do governo do estado e que foram adquiridas na década de 1940, na época da então Prefeitura Sanitária de Campos do Jordão. A unidade de conservação situa-se a poucos quilômetros do centro turístico do Capivari e apresenta grande potencial de uso público recreacional e pesquisa científica, além do objetivo maior da conservação dos recursos naturais. 